# Краснобрюхий ара
Краснобрюхий ара (лат. Orthopsittaca manilatus, син. Ara manilata) — птица семейства попугаевых. Единственный вид рода. Ранее включали в род ара.

## Внешний вид
Длина тела 45—50 см, хвоста 23 см; масса 370 г. Окраска тёмно-зелёного цвета, голова с голубоватым оттенком. Верхняя часть спины оливково-зелёная, грудь и горло серовато-зелёные. На брюхе есть большое красно-коричневое пятно. Хвост сверху оливково-зелёный, а внутренняя его сторона жёлто-зелёная. На крыльях и их сгибе у кроющих синий оттенок. Маховые перья сине-зелёные. Клюв чёрный, щёки белые. Радужка тёмно-коричневая.

## Распространение
Обитает в Бразилии, Колумбии, Южной Венесуэле, Гайане, Перу и в восточной части Эквадора.

## Образ жизни
Населяют влажные тропические леса. Питаются в основном плодами пальм, фруктами и другой растительной пищей. Часто прилетают кормиться в пальмовые рощи и на плантации кукурузы.

## Содержание
В Европу попадает довольно редко и малыми партиями, поскольку считаются сложнее в содержании, чем другие южно-американские птицы. Вероятно этот предрассудок связан с большей чувствительностью малых ар к огрехам в кормлении. Так же, как амазонам и крупным арам этим птицам показана диета с низким содержанием жиров, противопоказаны семена подсолнечника и орехи в рационе, необходимо большое количество сочного корма. Воспитанные человеком они становятся очень ласковыми и ручными птицами. Имеют некоторые способности к речеподражанию.